# یونیورس چمپیونشیپز
یونیورس چمپیونشیپز (به معنی مسابقات قهرمانی جهان) رویدادهای سالانه بدنسازی در سراسر جهان است که توسط انجمن ملی بدنسازان آماتور (NABBA) برگزار می‌شود. این رویداد که در ابتدا به عنوان مسابقه مستر یونیورس (به انگلیسی: Mr. Universe) تبلیغ می‌شد، در سال ۱۹۶۸ به کلاس‌های زنان نیز گسترش یافت. برندگان مشهور قابل ذکر قبلی عبارتند از بدنساز، بازیگر و فرماندار سابق کالیفرنیا آرنولد شوارتزنگر و بدنساز و بازیگر استیو ریوز (1926-2000).
مسابقات قهرمانی جهان شامل رده‌های زیر است:
| مردان               | زنان                             |
| ------------------- | -------------------------------- |
| آماتور مستر یونیورس | میز یونیورس (تند فیگور)          |
| جوان                | میزیونیورس (فیگور ورزشی)         |
| تازه‌کار             | میزیونیورس (فیگور آموزش دیده)    |
| ارشد بالای ۴۵       | میز یونیورس حرفه ای (آموزش دیده) |
| ارشد بالای ۵۵       | میزبیکینی                        |
| شورت ورزشی          |                                  |
| بدنسازی کلاسیک      |                                  |
| مستر جهان حرفه ای   |                                  |

## تاریخ

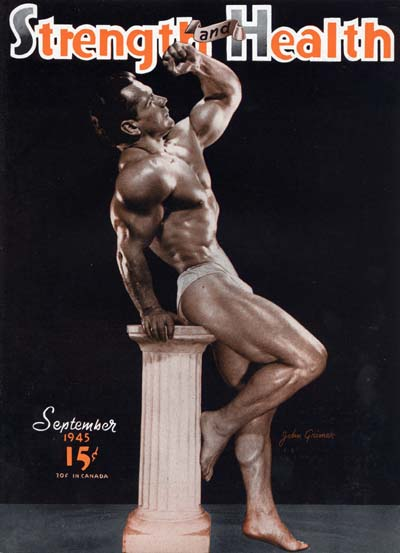
جان گریمک، اولین Mr. Universe که برای مجله سازمان دهنده این رویداد عکس گرفته‌است

در سال ۱۹۴۸، دیوید جانستون، سردبیر وقت مجله قدرت و سلامت (Strength and Health)، و تیمش مسابقه مستر تونیورس را به مناسبت بازی‌های المپیک در لندن برگزار کردند. این رویداد توجه بسیاری از بدنسازان و عموم مردمی را که سالن تئاتر اسکالا را برای تماشای این نمایش پر کرده بودند، به سوی خود جلب کرد. در این مسابقه جان گریمک با مقام اول و استیو ریوزبا دریافت مقام دوم عنوان افتتاحیه را به دست آورد. ریوز در نهایت به روس سن رفت و اعلام کرد: "من فکر می‌کنم که جان گریمک بزرگترین بدنسازیست که تا به حال زندگی کرده‌است!"
در سال ۱۹۴۹ مسابقه ای برگزار نشد، در پشت صحنه، اعضای لیگ قدرت و سلامت، انجمن ملی بدنسازان آماتور (یا همان NABBA) را تشکیل دادند. اِن اِی بی بی اِی (NABBA) اعلام کرد که مجدداً در سال ۱۹۵۰ میزبان مسابقه Mr Universe خواهد بود. استیو ریوز به انگلستان بازگشت تا در آن سال قهرمانی را از آن خود کند. استیو ریوز علیرغم اینکه اولین مستر یونیورس در اِن اِی بی بی اِی بود، به عنوان تصویر لوگوی اِن اِی بی بی اِی انتخاب نشد. این نماد به جان گریمک تعلق گرفت و تا به امروز به عنوان نماد انجمن مورد استفاده قرار می‌گیرد.
هنگامی که اسکار هایدنستام در سال ۱۹۵۵ منشی اِن اِی بی بی اِی شد، پس از یک حرفه رقابتی بسیار موفق، به سرعت به نیروی محرکه اصلی در اِن اِی بی بی اِی و حتی در مسابقه مستر یونیورس تبدیل شد. تقریباً در همان زمان، شبکه ای از نمایش‌های منطقه ای در بریتانیا برای افزایش عضویت ایجاد شد.
در سال ۱۹۵۷، آرتور رابین، بدنساز فرانسوی-گوادلوپی، اولین مرد سیاه‌پوستی بود که عنوان مستر یونیورس را از آن خود کرد.
مستر یونیورس در شروع با حمایت بسیاری از افراد مشهور همچون جان گریمک، استیو ریوز، رگ پارک و بیل پرل همراه بود. در دهه‌های هفتاد و هشتاد، مستر یونیورس به سکوی پرتابی برای بسیاری از بدنسازان مشهور آن روز همچون آرنولد شوارتزنگر، لو فریگنو، سرژ نوبرت و بسیاری افراد دیگر تبدیل شد.
این افراد تأثیرگذارترین قهرمانان بودند که نه تنها در مستر یونیورس شرکت کردند، بلکه دیگران را نیز در آمریکا و اروپا تشویق کردند تا از یونیورس حمایت کنند. امروزه الهام بخشی آنها هنوز هم بسیاری از بدنسازان جوان را تشویق می‌کند.
در حالی که این مسابقه در ابتدا فقط برای بدنسازان مرد آماتور بود، کلاس حرفه ای نیز در سال ۱۹۵۲ اضافه شد. اساسنامه اِن اِی بی بی اِی انگلستان به‌طور سنتی آماتور را کسی تعریف می‌کند که «هرگز در یک رویداد حرفه‌ای تبلیغاتی وارد نشده و جایزه نقدی دریافت نکرده‌است».
رده‌های بدنسازی زنان از سال ۱۹۶۸ به عنوان میز فیزیک Ms) Physique) در نظر گرفته شد و سپس در سال ۱۹۸۶ به میزفیزیک (Ms Physique) و میز فیگور (Ms Figure) تقسیم شد. کلاس میز فیزیک از آن زمان در مسابقات قهرمانی جهان متوقف شده‌است، اما اکنون میز تند (Ms Toned) و میز اتلتیک (Ms. Athletic) ارائه می‌شود.
در سال ۱۹۸۵، رده مستر یونیورس جونیور (به انگلیسی Junior Mr Universe) برای مردان زیر ۲۱ سال در نظر گرفته شد. این رده بین سال‌های ۱۹۹۰ و ۱۹۹۹ متوقف شد اما در سال ۲۰۰۰ بازگشت.
در سال ۱۹۹۱، رده مسترز اور 40 (Masters Over 40) معرفی شد. برنده افتتاحیه گریم لنسفیلد از استرالیا بود که با اختلاف اندکی جان سیترون اسطوره اِن اِی بی بی اِی را برای عنوان قهرمانی شکست داد. یک رده مسترز اور 50 (Masters Over 50) در سال ۲۰۰۲ با کهنه سرباز مستر یونیورس، ایان لارنس از اسکاتلند، معرفی شد که جایزه جدید را از آن خود کرد.
مسابقات قهرمانی جهان NABBA تحت نظارت اِن اِی بی بی اِی یو کِی (NABBA UK) و رئیس آن جیم چارلز برگزار می‌شود.
یک مسابقه جداگانه به نام مستر یونیورس آی اِف بی بی (IFBB Mr. Universe) توسط فدراسیون جهانی بدن‌سازی و تناسب‌اندام (IFBB) سازماندهی شد، اما نامش را در سال ۱۹۷۶ به مسابقات قهرمانی بدنسازی آماتور جهان تغییر داد.

## داوری
شرکت کنندگان بر اساس تقارن، تناسب و اندازه و وضوح گروه عضلانی داوری می‌شوند. بیشتر داوری‌ها در طول روز (که به آن پیش داوری نیز گفته می‌شود) و قبل از حواس‌پرتی اجرای عصر، یعنی فینال‌ها انجام می‌شود.

## برندگان
| سال  | مستر یونیورس (حرفه ای) | مستر یونیورس (آماتور) | میز یونیورس (فیزیک) |
| ---- | ---------------------- | --------------------- | ------------------- |
| ۱۹۴۸ |                        | جان گریمک             |                     |
| ۱۹۵۰ |                        | اسیو ریوز             |                     |
| ۱۹۵۱ |                        | مونوتوش روی, رج پارک  |                     |
| ۱۹۵۲ | خوان فررو              | مانوهار آیک           |                     |
| ۱۹۵۳ | آرنولد دایسون          | بیل پرل               |                     |
| ۱۹۵۴ | جیم پارک               | انریکو توماس          |                     |
| ۱۹۵۵ | لئو رابرت              | میکی هارگیتای         |                     |
| ۱۹۵۶ | جک دلینگر              | ریموند مورای شیفر     |                     |
| ۱۹۵۷ | آرتور رابین            | جان لیز               |                     |
| ۱۹۵۸ | رج پارک                | ارل کلارک             |                     |
| ۱۹۵۹ | بروس رندال             | لن سیل                |                     |
| ۱۹۶۰ | پل وینتر               | هنری داونز            |                     |
| ۱۹۶۱ | بیل پرل                | ری راتلج              |                     |
| ۱۹۶۲ | لن سیل                 | جو آبندا              |                     |
| ۱۹۶۳ | جو آبندا               | تام سانسوم            |                     |
| ۱۹۶۴ | ارل مینارد             | جان هیولت             |                     |
| ۱۹۶۵ | رج پارک                | المو سانتیاگو         |                     |
| ۱۹۶۶ | پل وینتر               | چستر یورتون           |                     |
| ۱۹۶۷ | بیل پرل                | آرنولد شوارتزنگر      |                     |
| ۱۹۶۸ | آرنولد شوارتزنگر       | دنیس تینرینو          | سیلویا هیبرت        |
| ۱۹۶۹ | آرنولد شوارتزنگر       | بویر کو               | ژان گالستون         |
| ۱۹۷۰ | آرنولد شوارتزنگر       | فرانک زین             | کریستین زین         |
| ۱۹۷۱ | بیل پرل                | کن والر               | لیندا توماس         |
| ۱۹۷۲ | فرانک زین              | الیاس پتزاس           | کریستین چارلز       |
| ۱۹۷۳ | بویر کو                | کریس دیکرسون          | ژان گالستون         |
| ۱۹۷۴ | کریس دیکرسون           | روی دوال              | لیندا توماس         |
| ۱۹۷۵ | استیو میچالیک          | ایان لارنس            | لیندا چیزمن         |
| ۱۹۷۶ | سرژ نوبرت              | شیگرو سوگیتا          | سیندی بریکسپیر      |
| ۱۹۷۷ | تونی اموت              | برتیل فاکس            | بریجت گیبونز        |
| ۱۹۷۸ | کارلوس رودریگز         | دیو جانز              | ساندرا کنگ          |
| ۱۹۷۹ | برتیل فاکس             | احمد انونلو           | کارن گریفیث         |
| ۱۹۸۰ | تونی پیرسون            | بیل ریچاردسون         | اریکا مس            |
| ۱۹۸۱ | رابی رابینسون          | جان براون             | جوسلین پیجونو       |
| ۱۹۸۲ | ادوارد کاواک           | جان براون             | جوسلین پیجونو       |
| ۱۹۸۳ | ادوارد کاواک           | جف کینگ               | مری اسکات           |
| ۱۹۸۴ | ادوارد کاواک           | برایان بوکانان        | مری اسکات           |
| ۱۹۸۵ | ادوارد کاواک           | تیم بلکنپ             | جوسلین پیجونو       |
| ۱۹۸۶ | لنس درهر               | چارلز کلرمونته        | مونیکا اشتاینر      |
| ۱۹۸۷ | اولف آنوس              | باسیل فرانسیس         | کانی مک کلوسکی      |
| ۱۹۸۸ | چارلز کلرمونته         | ویکتور ترا            | لیزا کمپبل          |
| ۱۹۸۹ | چارلز کلرمونته         | مت دوفرن              | تاتیانا شول         |
| ۱۹۹۰ | چارلز کلرمونته         | پیتر رید              | مونیکا دباتین       |
| ۱۹۹۱ | ویکتور ترا             | راینر گورباخت         | اوته گایزل          |
| ۱۹۹۲ | پیتر رید               | مصطفی محمد            | برنادت پرایس        |
| ۱۹۹۳ | ادوارد کاواک           | دنیس فرانسیس          | دبورا کامپتون       |
| ۱۹۹۴ | جان تریلی              | نیک ون بیک            | کتی باتلر-کوریش     |
| ۱۹۹۵ | برایان بوکانان         | گرانت کلمشا           | کتی باتلر-کوریش     |
| ۱۹۹۶ | شان دیویس              | فدریکو فوچرینی        | بیلی کین            |
| ۱۹۹۷ | ادی الوود              | گرانت توماس           | پاتریشیا ولدمن      |
| ۱۹۹۸ | ادی الوود              | گری لیستر             | جولیا آبل           |
| ۱۹۹۹ | ادی الوود              | فرانکو ماله           | تیلور یانگ          |
| ۲۰۰۰ | ادی الوود              | سرگئی اوگورودنیکوف    | اولگا تیخونوا       |
| ۲۰۰۱ | ادی الوود              | استفن مولر            | آنجا تایمر          |
| ۲۰۰۲ | گری لیستر              | کوستانتینو گالیاتزو   | کلودیا بیانکی       |
| ۲۰۰۳ | گری لیستر              | حسن السکا             | اولگا تیخونوا       |
| ۲۰۰۴ | حسن السکا              | استیو سینتون          | ساندرا واترشوت      |
| ۲۰۰۵ | سرگئی اوگورودنیکوف     | چارلز ماریو           | دزیره دامپل         |
| ۲۰۰۶ | استیو سینتون           | توماش بورش            | اولگا تیخونوا       |
| ۲۰۰۷ | اورازیو سالواتوری      | اورازیو سالواتوری     | آلینا پوپا          |
| ۲۰۰۸ | الساندرو ساوی          | لیونل بکه             | ویویان هیجیکما      |
| ۲۰۰۹ | الکسی نتسانوف          | مارتین کاسال          | لاریسا کونا         |
| ۲۰۱۰ | چارلز ماریو            | میها زوپان            | والنتینا یفیمچوک    |
| ۲۰۱۱ | سنگرام چوگل            | پائولو لیما سانتوس    |                     |
| ۲۰۱۲ | سنگرام چوگل            | اندی پولهیل           |                     |
| ۲۰۱۳ |                        | لی پریست              |                     |
| ۲۰۱۴ | دیو تیترتون            | بارنی دو پلسیس        |                     |
| ۲۰۱۵ | تونی مانت              | پیام باویلی           |                     |
| ۲۰۱۶ | تونی مانت              | فابیان مایر           |                     |
| ۲۰۱۷ | شان جوزف تاورنیه       | لی سونگ چول           |                     |
| ۲۰۱۸ | لی سونگ چول            | لافلین گانون          |                     |